# José Antonio Villarreal
José Antonio Villarreal (30 de julio de 1924 – 13 de enero de 2010) fue un escritor y novelista chicano.
Villarreal nació en 1924 en Los Ángeles, California, Estados Unidos, hijo de inmigrantes mexicanos. Como el personaje de Juan Manuel Rubio en su novela Pocho, el padre de Villarreal luchó con Pancho Villa en la Revolución Mexicana. José Antonio pasó cuatro años en la armada antes de ingresar a la Universidad de California en Berkeley en 1950, donde empezó a interesarse por la literatura.

## Pocho
La novela Pocho (1959) es una de las primeras novelas chicanas y la primera en obtener reconocimiento. Pocho ha sido denominada la "novela transicional entre la literatura mexicana-estadounidense y chicana", esto debido a su propia fortaleza como novela y por su uso en el redescubrimiento y la recuperación de la literatura latina en los años setenta.

### Ficción
1. "Some Turn to God", 1947
2. "A Pot of Pink Beans Boiling", 1959
3. Pocho, 1959
4. Pocho, reimpresión, 1971
5. "The Conscripts", 1973
6. The Fifth Horseman, 1974
7. The Fifth Horseman, Segunda edición, 1984
8. Pocho, Nueva edición, 1984
9. Clemente Chacon, 1984
10. Two Sketches, 1992
11. Pocho, Edición en español, 1994

### Artículos
1. "The Fires of Revolution", 1965
2. "California: The Mexican Heritage", 1965
3. "Mexican-Americans in Upheaval", 1966
4. "Mexican-Americans and the Leadership Crisis", 1966
5. "Olympics, 1968, Mexico's Affair of Honor", 1968